# برغزار كورل
بَرغُزار كورَل (بالتركية: Bergüzar Korel)‏ (النطق التركي: [beɾɟyza:ɾ korel]) (27 اغسطس 1982 -)؛ هي ممثلة وعارضة أزياء تركية.

## النشأة
وُلدت برغُزار في مدينة إسطنبول في 27 أغسطس 1982، حيث أمضت طفولتها في مدينة أولوس. بدأت دراستها الابتدائية في مدرسة نيلوفر هاتون ثم أكملت دراستها الثانوية في مدرسة يلدز الخاصة. بعد تخرجها، التحقت بالمعهد الكونسرفتوار الوطني بجامعة معمار سنان للفنون الجميلة في أنقرة، حيث درست قسم المسرح والتمثيل.

## حياتها الفنية
أخذت أول دور لها في مسلسل حياة مكسورة الذي أُنتج عام 1998. ثم ظهرت عام 2005 على شاشة السينما في فيلم وادي الذئاب العراق، حيث جسدت شخصية ليلى. عندما كُلفت بهذا الدور كان والدها تانجو كوريل مريضًا، وأخبر الأطباء عائلتها أنهم على وشك فقدانه. في البداية رفضت الدور لكن والدتها أقنعتها بقولها: «والدكِ يريدكِ أن تذهبي للمقابلة من أجل هذا الفيلم»
بعد النجاح الذي حققه فيلم وادي الذئاب العراق في العراق، قامت في نفس العام بتجسيد دور إكليم في مسلسل غصن الزيتون. ولكن انطلاقتها الكبيرة وشهرتها الواسعة جاءت من خلال دور شهرزاد أوليا أوغلو في مسلسل ويبقى الحب الذي حقق أعلى نسبة مشاهدة لعام 2006 على قناة كانال دي التركية.
في عام 2009، لعبت دورًا في الفيلم السينمائي لعبة القدر إلى جانب الفنان تولجهان سايشمان. كما قدمت في نفس العام برنامج مسابقات للأطفال بعنوان خذ الأخبار من الأطفال. وفي عامي 2010-2011، لعبت دور البطولة في مسلسل أغنية حب المعروف أيضًا باسم الأغنية الخالدة بمشاركة الممثل بولنت إينال، وتم عرضه على قناة أي تي في التركية.
في عام 2011، شاركت في مسلسل حريم السلطان بدور مونيكا تريسي. وفي عام 2012 قامت ببطولة في مسلسل القبضاي إلى جانب الممثل كنان إميرزالي أوغلو، حيث جسدت دور القاضية فريدة.

## حياتها الخاصة
تنحدر من عائلة فنية خدمت السينما التركية لعدة سنوات.هي الابنة الثانية للممثلة هوليا دركان والممثل والمخرج تانجو كوريل. كما لديها شقيقة كبرى تدعى زينب التي عاشت لعدة سنوات في الولايات المتحدة، حيث عملت كمصممة أحذية وحقائب ومديرة لأحد أكبر الفنادق في إسطنبول.
في عام 2009 تزوجت من مواطنها الممثل خالد أرغنش، مباشرة بعد انتهاء المسلسل التركي ويبقى الحب الذي كانا بطليه. في فبراير 2010 استقبل الزوجان طفلهما الأول، علي.
تدربت على العزف على آلة البيانو والرقص، بالإضافة إلى عدة رياضات أخرى مثل التزحلق على الجليد. كما كانت لاعبة محترفة في رياضة كرة الطائرة في الأندية المحترفة قبل التحاقها بالجامعة.

## الجوائز
- فازت بجائزة الفراشة الذهبية Altın kelebek لأفضل ممثله لعام 2013 عن دورها في مسلسل القبضاي.
- فازت بجائزة Yerel ve Bölgesel Televizyonlar Birliği YBTB لأفضل ممثله لعام 2012.
- فازت بجائزة الجريدة المستقلة Ayaklı gazete لأفضل ممثلة درامية عام 2012.
- فازت بجائزة العام Radyo Televizyon Gazetecileri Derneğinin RTGD لأفضل ممثلة عام 2012.
- حصلت على جائزة الأسد ماكس Aslan Max لأكثر برنامج محبوب للاطفال عام 2012.
- حصلت على جائزة مدرسة الأبراج Burç okulları لأنجح ممثله لعام 2008.
- حصلت على جائزة RTGD Radyo Televizyon Gazetecileri Derneğinin عام 2007.
- حصلت على جائزة الفراشة الذهبية Altın kelebek لأفضل ممثله في مسلسل ويبقى الحب في عام 2006.

## أعمالها
- 2016 مسلسل أنت وطني Vatanim Sensin
- 2012 مسلسل القبضاي Karadayı.
- 2011 مسلسل حريم السلطان Muhteşem yüzyıl.
- 2010 مسسلسل أغنية حب أو الأغنية الخالدة Bitmeyen şarkı.
- 2009 الفيلم السينمائي لُعبة القدر Aşk geliyorum Demez.
- 2006-2009 مسلسل ويبقى الحب Binbir Gece.
- 2006 فيلم وادي الذئاب العراق Kurtlar vadisi Irak.
- 2006 مسلسل Emrah adak.
- 2005 مسلسل غصن الزيتون zeytin dalı.
- 2001 مسلسل cemalim.
- 1999 فيلم şen olasın ürgüp.
- 1998 مسلسل kırık hayatlar.

## وصلات خارجية
- برغزار كورل على موقع IMDb (الإنجليزية)
- برغزار كورل على موقع روتن توميتوز (الإنجليزية)
- برغزار كورل على موقع قاعدة بيانات الأفلام العربية
- برغزار كورل على موقع ألو سيني (الفرنسية)
- برغزار كورل على موقع أول موفي (الإنجليزية)
- برغزار كورل على موقع قاعدة بيانات الأفلام السويدية (السويدية)
- برغزار كورل على موقع قاعدة بيانات الفيلم (الإنجليزية)
- برغزار كورل على موقع كينوبويسك (الروسية)